# سمتر
سمتر (كارولاينا الجنوبية) (بالإنجليزية: Sumter, South Carolina)‏ هي مدينة تقع في الولايات المتحدة في مقاطعة سومتر. يقدر عدد سكانها بـ 40,524 نسمة ومساحتها 53.0 كم2 وترتفع عن سطح البحر 52 متر.

## التركيبة السكانية
حدّد مكتب تعداد الولايات المتحدة بيانات التركيبة السكانية لسمتر في تعداد الولايات المتحدة. في ما يلي، التركيبة السكانية حسب تعدادي 2000 و2010.

### تعداد عام 2000
بلغ عدد سكان سمتر 39,643 نسمة بحسب تعداد عام 2000، وبلغ عدد الأسر 14,564 أسرة وعدد العائلات 10,052 عائلة مقيمة في المدينة. في حين سجلت الكثافة السكانية 466.3 نسمة لكل كيلومتر مربع (1,207.7/ميل2). وبلغ عدد الوحدات السكنية 16,032 وحدة بمتوسط كثافة قدره 188.6 لكل كيلومتر مربع (488.5/ميل2).
وتوزع التركيب العرقي للمدينة بنسبة 49.58% من البيض و46.31% من الأمريكيين الأفارقة و0.23% من الأمريكيين الأصليين و1.27% من الأمريكيين ذوي الأصول الآسيوية و0.07% من سكان جزر المحيط الهادئ و1.12% من الأعراق الأخرى و1.41% من عرقين مختلطين أو أكثر و2.37% من الهسبانيون أو اللاتينيون من أي عرق.
بلغ عدد الأسر 14,564 أسرة كانت نسبة 39.9% منها لديها أطفال تحت سن الثامنة عشر تعيش معهم، وبلغت نسبة الأزواج القاطنين مع بعضهم البعض 46% من أصل المجموع الكلي للأسر، ونسبة 19.3% من الأسر كان لديها معيلات من الإناث دون وجود شريك،  بينما كانت نسبة 3.8% من الأسر لديها معيلون من الذكور دون وجود شريكة وكانت نسبة 31% من غير العائلات. تألفت نسبة 27.3% من أصل جميع الأسر من عدة أفراد يعيشون في نفس المنزل ونسبة 11.7% كانت تتألف من شخص يعيش بمفرده يبلغ من العمر 65 عاماً أو أكثر. وبلغ متوسط حجم الأسرة المعيشية 2.57، أما متوسط حجم العائلات فبلغ 3.14.
بلغ العمر الوسطي للسكان 31.9 عاماً. وكانت نسبة 27.7% من القاطنين تحت سن الثامنة عشر، وكانت نسبة 9.1% بين الثامنة عشر والرابعة والعشرين عاماً، ونسبة 27.7% كانت واقعةً في الفئة العمرية ما بين الخامسة والعشرين والرابعة والأربعين عاماً، ونسبة 17.6% كانت ما بين الخامسة والأربعين والرابعة والستين، ونسبة 12.2% كانت ضمن فئة الخامسة والستين عاماً فما فوق. يوجد لكل 100 أنثى 88.0 ذكر، ويوجد لكل 100 أنثى في الثامنة عشر من عمرها فما فوق 81.9 ذكر.
بلغ متوسط دخل الأسرة في المدينة 26,470 دولارًا، أما متوسط دخل العائلة فبلغ 31,601 دولارًا. وكان متوسط دخل الذكور 24,694 دولارًا مقابل 20,285 دولارًا للإناث. وسجل دخل الفرد الخاص بالمدينة 13,320 دولارًا. وكانت نسبة 19.8% من العائلات ونسبة 23.9% من السكان تحت خط الفقر، وكان من هؤلاء نسبة 30.9% تحت سن الثامنة عشر ونسبة 20.3% في الخامسة والستين من العمر وما فوق.

### تعداد عام 2010
بلغ عدد سكان سمتر 40,524 نسمة بحسب تعداد عام 2010، وبلغ عدد الأسر 15,633 أسرة وعدد العائلات 10,118 عائلة مقيمة في المدينة. في حين سجلت الكثافة السكانية 476.6 نسمة لكل كيلومتر مربع (1,234.4/ميل2). وبلغ عدد الوحدات السكنية 18,150 وحدة بمتوسط كثافة قدره 213.5 لكل كيلومتر مربع (553.0/ميل2).
وتوزع التركيب العرقي للمدينة بنسبة 45.30% من البيض و49.08% من الأمريكيين الأفارقة و0.33% من الأمريكيين الأصليين و1.61% من الأمريكيين ذوي الأصول الآسيوية و0.12% من سكان جزر المحيط الهادئ و1.50% من الأعراق الأخرى و2.06% من عرقين مختلطين أو أكثر و3.62% من الهسبانيون أو اللاتينيون من أي عرق.
بلغ عدد الأسر 15,633 أسرة كانت نسبة 35.5% منها لديها أطفال تحت سن الثامنة عشر تعيش معهم، وبلغت نسبة الأزواج القاطنين مع بعضهم البعض 39% من أصل المجموع الكلي للأسر، ونسبة 21.1% من الأسر كان لديها معيلات من الإناث دون وجود شريك،  بينما كانت نسبة 4.5% من الأسر لديها معيلون من الذكور دون وجود شريكة وكانت نسبة 35.3% من غير العائلات. تألفت نسبة 30.9% من أصل جميع الأسر من عدة أفراد يعيشون في نفس المنزل ونسبة 12.5% كانت تتألف من شخص يعيش بمفرده يبلغ من العمر 65 عاماً أو أكثر. وبلغ متوسط حجم الأسرة المعيشية 2.48، أما متوسط حجم العائلات فبلغ 3.10.
بلغ العمر الوسطي للسكان 32.5 عاماً. وكانت نسبة 25.9% من القاطنين تحت سن الثامنة عشر، وكانت نسبة 13.1% بين الثامنة عشر والرابعة والعشرين عاماً، ونسبة 25% كانت واقعةً في الفئة العمرية ما بين الخامسة والعشرين والرابعة والأربعين عاماً، ونسبة 22% كانت ما بين الخامسة والأربعين والرابعة والستين، ونسبة 13.9% كانت ضمن فئة الخامسة والستين عاماً فما فوق. وتوزع التركيب الجنسي للسكان بنسبة 47.1% ذكور و52.9% إناث.

## أعلام
- جون إس. ريتشاردسون
- بوبي ريتشاردسون
- نانسي اوديل
- جون غايل
- لي برايس
- بيت تشيلكوت
- توماس ر. اولسن